# コンビーノ

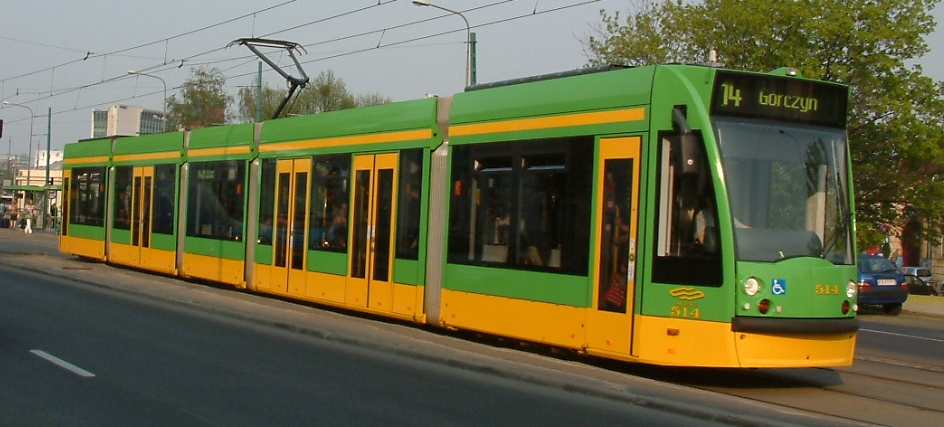
ポズナン（ポーランド）での採用例

コンビーノ (Combino) は、シーメンス (Siemens AG) 交通システム部 (Verkehrstechnik-Sparte) 製の低床路面電車である。
それまでも低床型路面電車を開発していたデュワグ（DUEWAG）社が、1996年に新設計のコンビーノ試作車を発表した。その後デュワグがシーメンス傘下に入ったため、現在はシーメンスの名で販売されている。ドイツを中心に500編成以上が納入されており、低床路面電車としては最大の勢力となっている。3車体連接車に関してはバンビーノ (Bambino) という愛称もある。

## 仕様

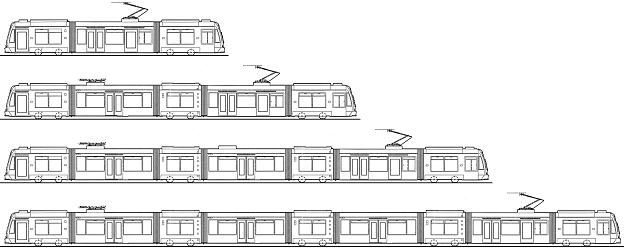
コンビーノの編成

さまざまな仕様に対応可能なモジュール構造をとっている。車体はアルミニウム製で、台車を持つ短車体と、この間をつなぐ台車のない長車体（フローティング車体）を交互につないだ、3車体連接（約19m）、5車体連接（約30m）、7車体連接（約42m）、9車体連接（約53m）の編成が組め、車体幅も2300mm、2400mm、2450mm、2650mmの4種類の製作実績がある。2000年のエアフルト投入車から車体デザインが変更され、先頭部モジュールの長さが5840mmから6320mmに、車体高さが3200mmから3300mmに変更された。軌間はメーターゲージから標準軌までに対応、また一方向のみ運行の仕様（片運転台、一方の側面に客用扉）とすることも両方向運行の仕様（両運転台、両側面に客用扉）とすることも可能となっている。完全低床を実現するため、車輪は左右独立とし、両軸の主電動機を軸間の台車外側に配置し、ベベルギア、直角中空軸積層ゴム駆動方式で前後の車輪を駆動している。左右の主電動機は1台のインバータで駆動される。台車には撒砂機・フランジ塗油機の取り付けが可能。電気部品の大半は屋根上に装備している。動力は全台車に搭載可能だが、要求される性能次第で付随台車にする場合も多い。ノルトハウゼンに導入されたコンビーノデュオ (CombinoDuo) はディーゼル発電機を搭載し、非電化区間では電気式気動車 （気動車・ディーゼル機関車の動力伝達方式を参照） として走行できるようになっている。

## 諸元
以下の諸元は過去の実績に基づく標準的な数値。
- 車体幅 : 2300mm / 2400mm / 2450mm / 2650mm
- 全長
  - 先頭部モジュール : 5840mm / 6320mm
  - 中間部台車付モジュール : 4040mm
  - 中間部台車なしモジュール : 5770mm / 7400mm
- 車体高 : 3200mm / 3300mm
- 全高（パンタグラフ降下時） : 3510mm
- 床面高さ : 300mm
- ドア
  - 幅 : 1300mm （両開き） / 650mm （片開き）
  - ドア高さ : 2100mm
- 軌間 : 1000mm / 1435mm
- 架線電圧 : 600V / 750V
- 最高速度 : 70km/h
- 制御装置 : 2ステップ制御空冷式IGBTインバータ （1C2M制御、トラクションコントロールはSIBAS32）
- ブレーキ : 油圧ブレーキ・電力回生ブレーキ・発電ブレーキ・電磁吸着ブレーキ
- 台車
  - 形式 : SF30-TF
  - 軸距 : 1800mm
- 動力ユニット
  - 名称 : Combino Traction Unit
  - 駆動方式 : 直角中空軸積層ゴム駆動方式
  - 形式 : 1TB1422-0GA03
  - ギア比 : 5.4444(9:49)
- 主電動機
  - 定格出力 : 100kW
  - 定格回転数 : 1580rpm
  - 最大回転数 : 4000rpm
  - 定格電圧 : 380V
  - 最大電圧 : 702V
  - 定格電流 : 221A
  - 最大電流 : 259A
  - 定格周波数 : 80Hz
  - 最大周波数 : 200Hz
- 車輪径（磨耗時） : 600mm (520mm)
- 最大軸重 : 10.0t
- 最小通過可能横曲線半径: 15-18m
- 最小通過可能縦曲線半径: 125m
- 設計耐用年数 : 少なくとも30年

## 導入都市
| 都市                                             | 事業者                     | 形式               | 投入時期 | 全長                                | 空車重量      | 着席定員    | 編成数（受注数）   | 備考 |
| ------------------------------------------------ | -------------------------- | ------------------ | -------- | ----------------------------------- | ------------- | ----------- | ------------------ | --- |
| デュッセルドルフ                                 |                            |                    | 1996年   | 5/7車体                             |               |             | 99編成             | |
| ポツダム                                         |                            |                    | 1998年   | 5車体                               |               |             | 16編成             | 当初48編成の予定だったが32編成はキャンセル |
| アウクスブルク                                   |                            |                    | 1999年   | 41960mm（7車体）                    | 43.7t         | 101人       | 41編成             | |
| フライブルク                                     |                            |                    | 1999年   | 41960mm（7車体）                    | 44.0t         | 82人        | 9編成（18編成）    | |
| 広島                                             | 広島電鉄                   | 5000形             | 1999年   | 30520mm （5車体）                   | 35.0t         | 52人        | 12編成             | 宮島線ホーム高さにあわせ床面高さを330mmとしている。 先頭部デザインをカスタマイズ。 パンタグラフを2基装備。 車掌乗務に対応。                        |
| バーゼル                                         |                            |                    | 2000年   | 42860mm （7車体）                   | 47.468t       | 99人        | 28編成             | パンタグラフをポイントの制御に使用しているため、パンタグラフを先頭車体に装備。                                                                     |
| エアフルト                                       |                            |                    | 2000年   | 20040mm （3車体） 31480mm （5車体） | 23t / 34t     | 37人 / 60人 | 31編成             | 備考 |
| ノルトハウゼン                                   |                            |                    | 2000年   |                                     |               |             | 8(10)編成          | |
| アムステルダム                                   | アムステルダム市営交通会社 |                    | 2001年   | 29200mm （5車体）                   | 34.5t         | 60人        | 120編成（155編成） | 先頭部デザインをカスタマイズ。 中間車体に7400mmと5770mmを使用しており、前後非対称。 車掌乗務に対応。5770mmの中間車体に車掌スペースを設置している。 |
| メルボルン                                       |                            |                    | 2002年   | 20040mm （3車体） 29850mm （5車体） | 25.8t / 35.3t | 36人 / 64人 | 59編成             | 5車体連接車は中間車体に7400mmと5770mmを使用しており、前後非対称。                                                                                  |
| スル・ド・テージュ （Sul do Tejo、リスボン南郊） |                            |                    |          |                                     |               |             | 24編成             | |
| ウルム                                           |                            |                    | 2003年   |                                     |               |             | 8編成              | |
| ベルン                                           |                            |                    | 2003年   | 5車体                               |               |             | 15編成             | |
| ポズナニ                                         |                            |                    | 2003年   |                                     |               |             | 14編成             | |
| ヴェローナ                                       |                            |                    | 2004年   | 全長                                | 空車重量      |             | 22編成             | |
| バレンシア                                       |                            |                    | 2005年   |                                     |               |             | 10編成             | |
| ブダペスト                                       |                            | コンビーノ・プラス | 2005年   | 約54m （6車体）                     | 空車重量      | 着席定員    | （40編成）         | 貫通編成の路面電車としては世界最長である。 |

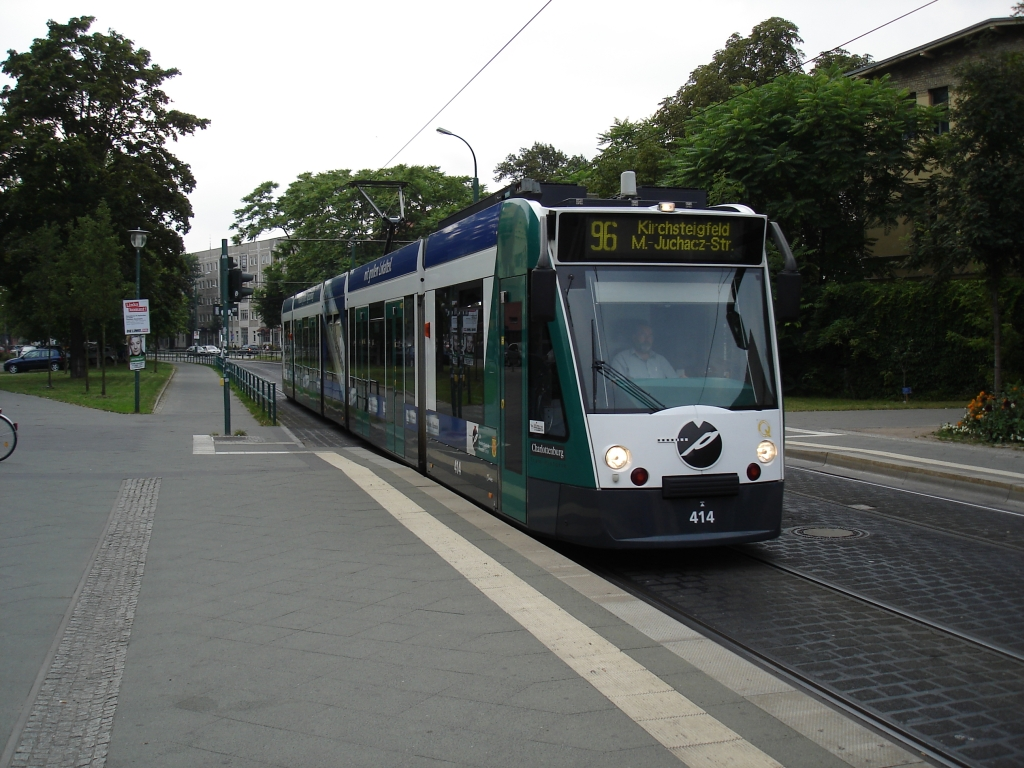
ポツダム（ドイツ）
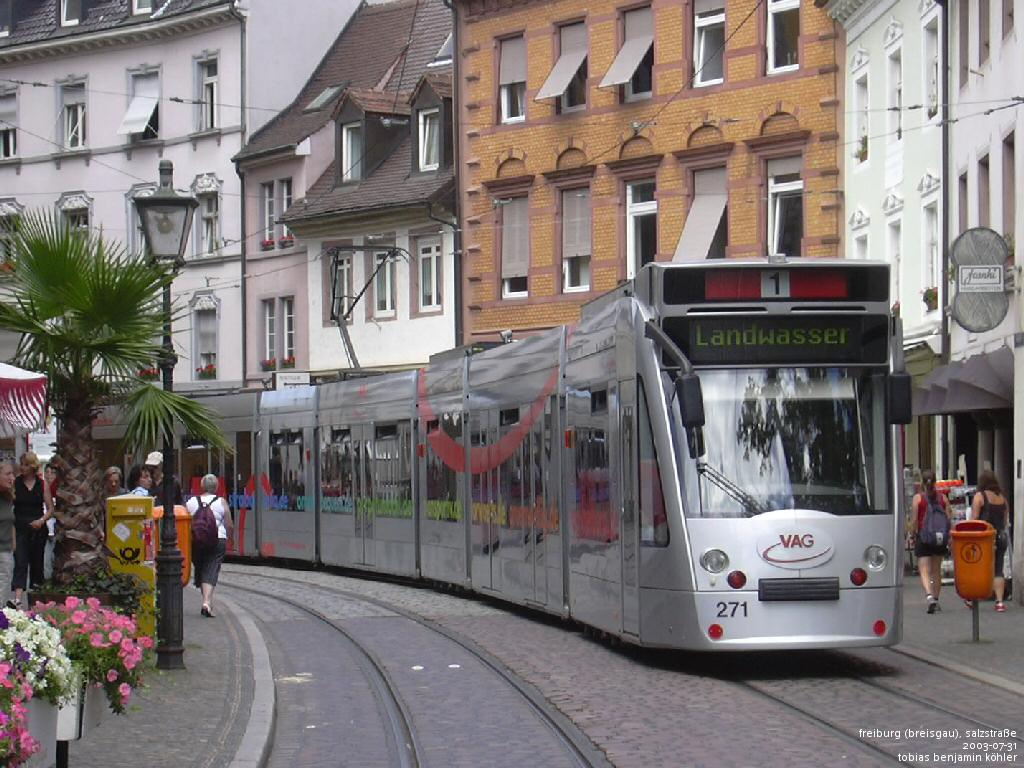
フライブルク（ドイツ）
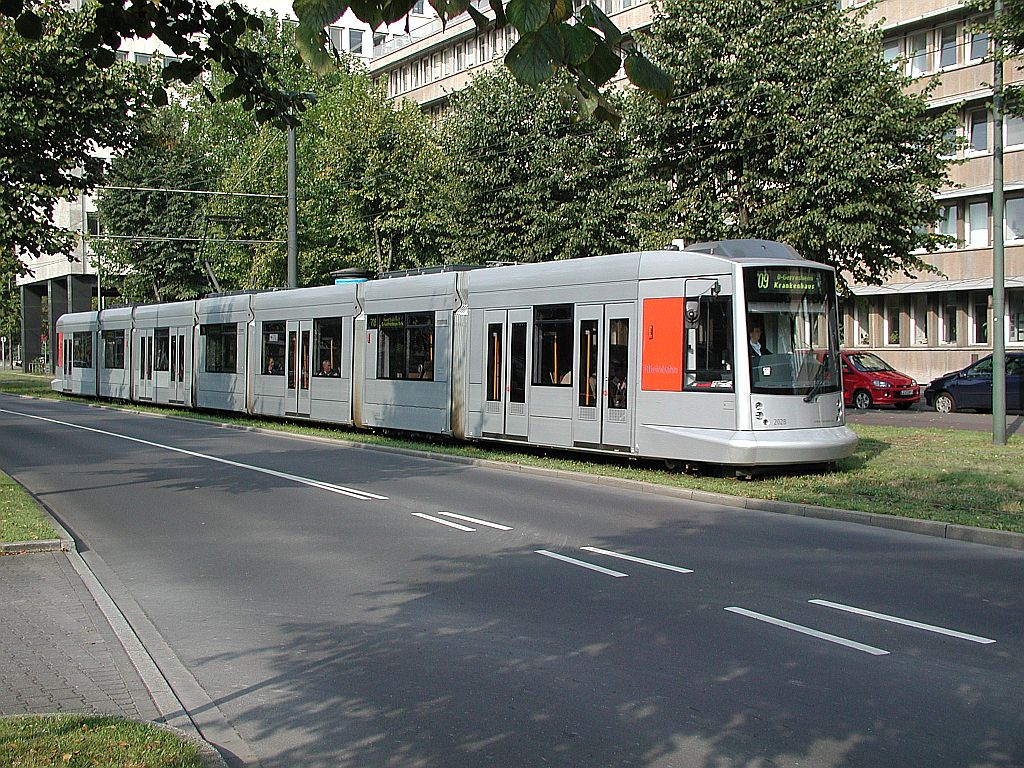
デュセルドルフ（ドイツ）
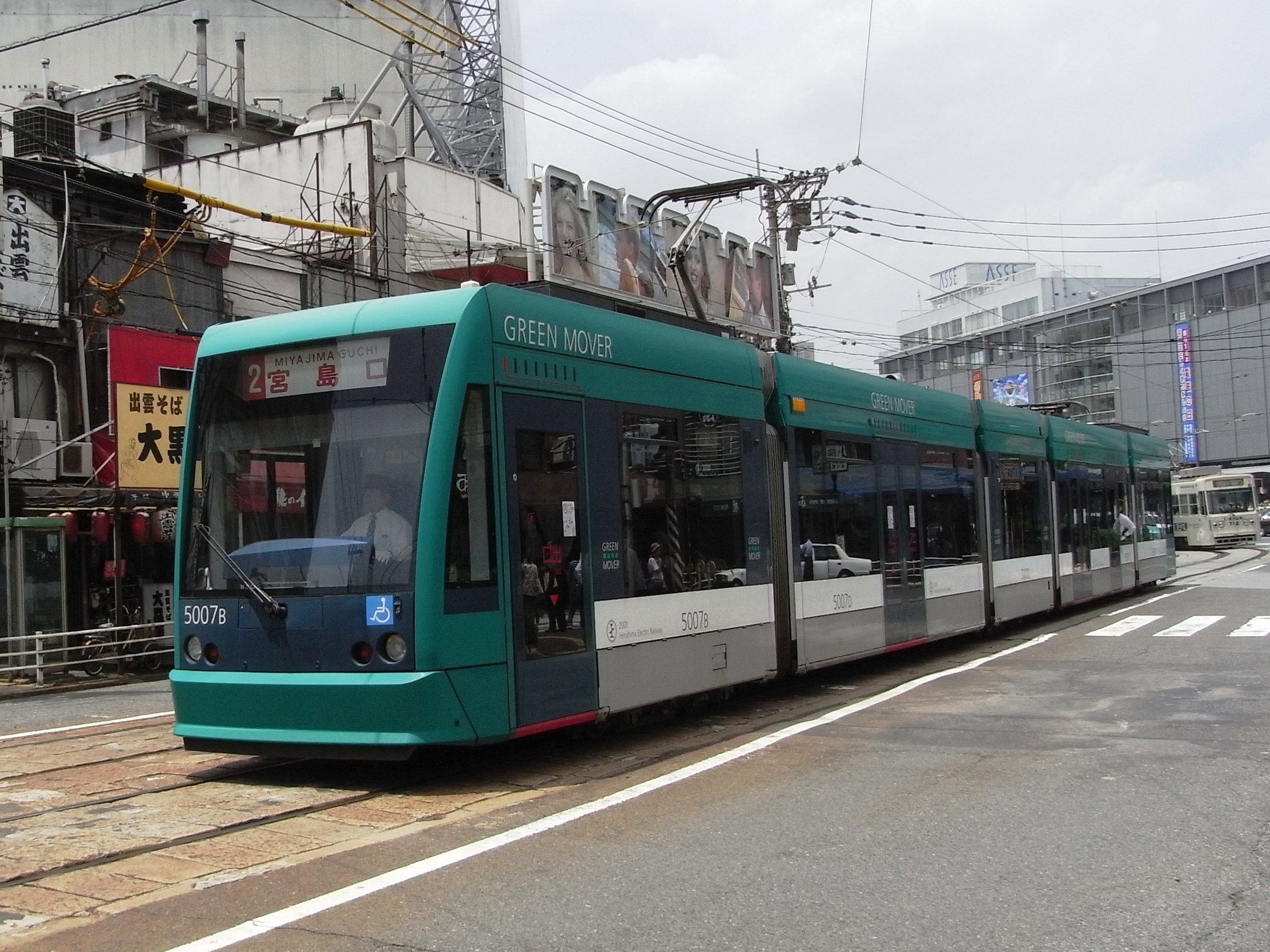
広島（日本）
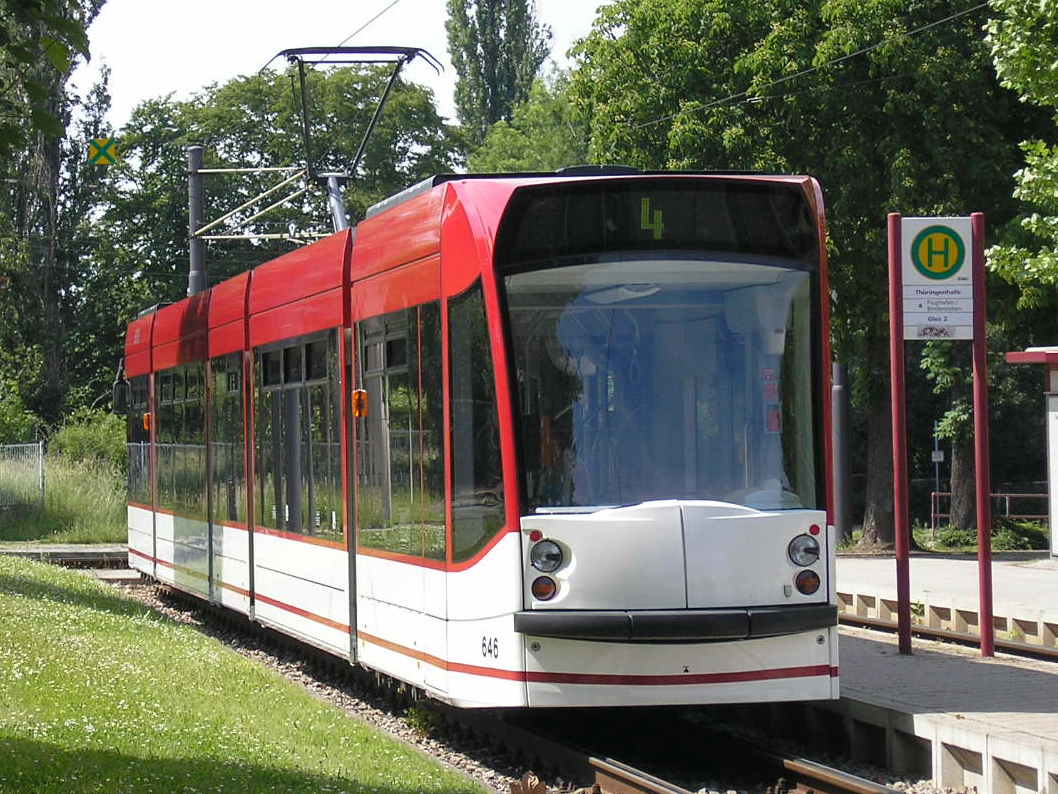
エアフルト（ドイツ）
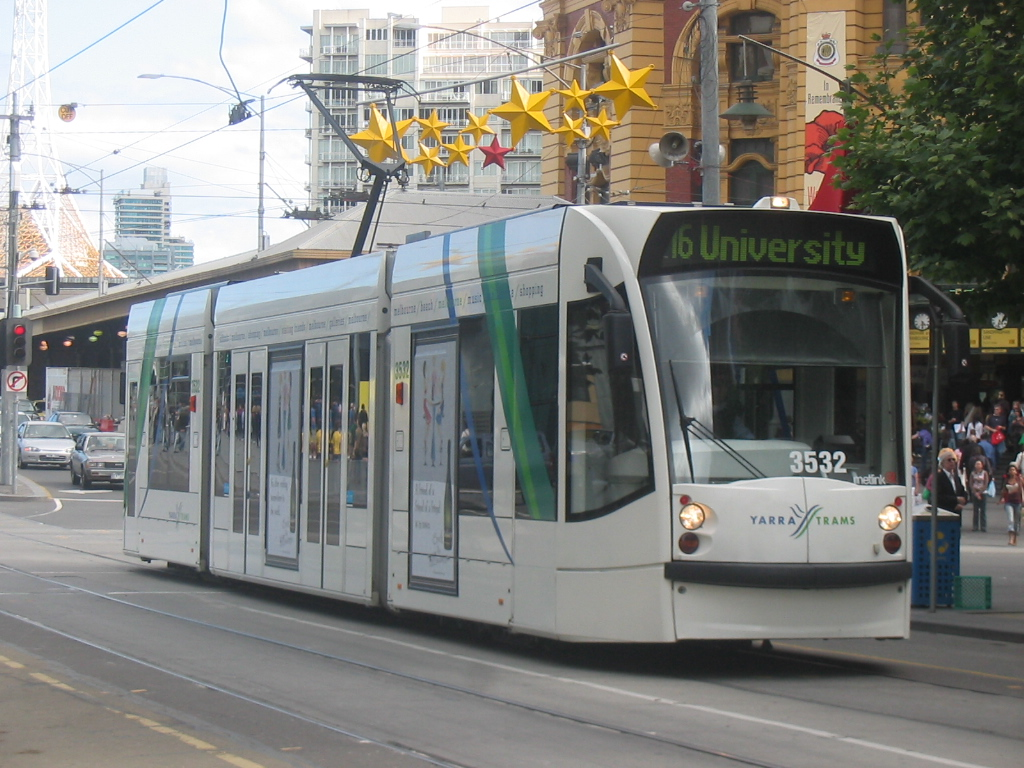
メルボルン（オーストラリア）
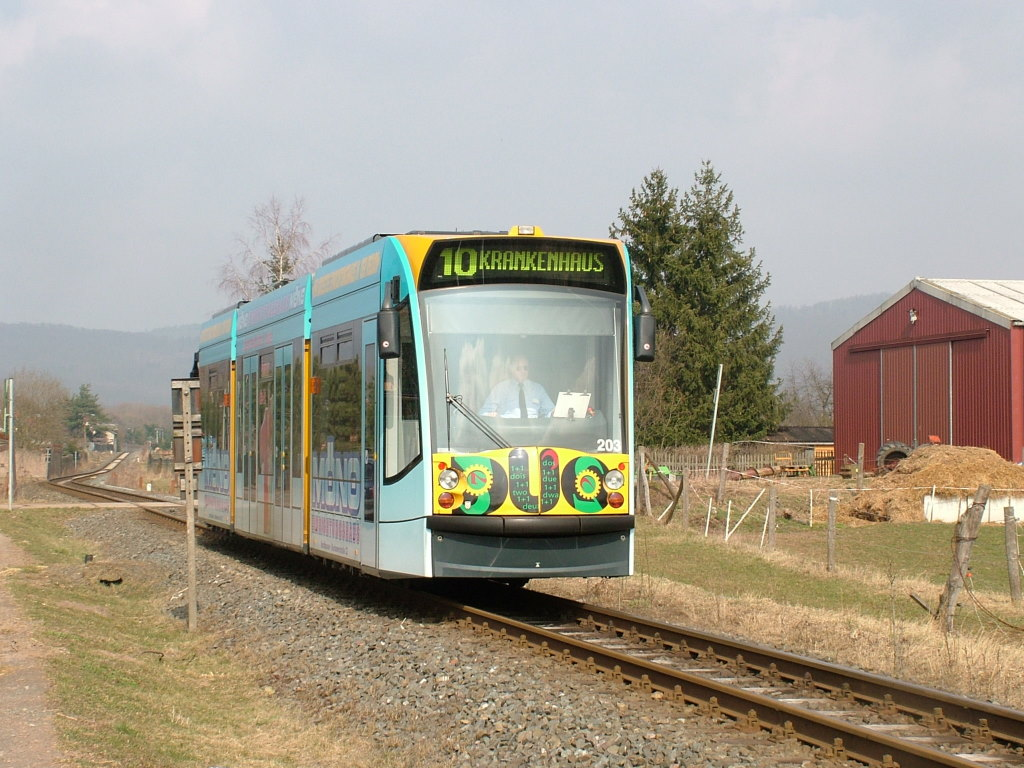
ノルトハウゼン(ドイツ 非電化区間用車両)

## リコール
2004年3月12日、シーメンスはコンビーノの車体強度に問題があることを明らかにした。衝突時に天井が抜け落ちる可能性があり、120000km以上を走行したコンビーノを営業運転から外すように運営各事業者に要請した。実際、古いコンビーノからはアルミ車体の継ぎ目にヘアークラックが見つかっている。そのためシーメンスは補強工事を行った。これに伴い、ポツダムは32編成の導入予定を取り消した。

## コンビーノ・プラス
前述のリコール以降、シーメンス社は全くの新設計となる「コンビーノ・プラス」を開発した。これは従来のフローティング構造を採用したDUEWAG社以来の客室モジュール設計を廃し、各車輌に台車を設ける構造に改め、車輌鋼体の強度を高めた設計である。なおこれは旧ADtranz社（現ボンバルディア社）のブレーメン形に近い設計となる。2006年以降、ブダペスト(ハンガリー)、アルマダ(ポルトガル)等で採用されている。

## 関連商品
シーメンスの路面電車としては部分低床で高速運転 （最高速度105km/h） を可能としたS70（ヨーロッパ市場向け）/アヴァント （Avanto、その他市場向け）やウイーンに1995年に登場した世界最低床 （客用扉部はレール面上197mm） のウルフ(ULF)がある。
また、コンビーノに代わるシーメンスの超低床電車として、コンビーノ・プラスを発展させたアヴェニオ（Avenio）が存在する。